# Hotham (rivier)
De Hotham is een rivier in de regio Peel in West-Australië.

## Geschiedenis
De oorspronkelijke bewoners van het stroomgebied van de Hotham waren de Wiilman Nyungah Aborigines.
De rivier werd in 1830 door Thomas Bannister ontdekt en vermoedelijk rond 1832-33 door gouverneur James Stirling naar admiraal Henry Hotman vernoemd. Hotham versloeg de French West Indian Squadron in 1812, leidde de blokkade die Napoleon belette te vluchten na diens nederlaag bij Waterloo en was erbij toen Napoleon zich in juli 1815 overgaf aan kapitein Frederick Maitland.

## Geografie
De rivier ontstaat ten zuiden van Pingelly waar de Hotham River North en Hotham River South samenkomen. De rivier stroomt vervolgens 160 kilometer, door Boddington, in zuidwestelijk richting. De Hotham mondt, nabij Mount Saddleback in de Darling Scarp, in de rivier Williams uit, waarna ze samen de rivier Murray vormen.
De Hotham wordt gevoed door onder meer volgende waterlopen:
- Darring Brook (330 m)
- Commitine Brook (322 m)
- Wyanning Creek (313 m)
- Hotham River South (312 m)
- Hotham River North (290 m)
- Calcoran Brook (289 m)
- Boonadgin Brook (282 m)
- Biberkine Brook (266 m)
- Corraring Brook (254 m)
- Fourteen Mile Brook (240 m)
- Wandering Brook (234 m)
- Crossman River (217 m)
- Bannister River (209 m)
- Thirty Four Mile Brook (206 m)
- Marradong Brook (192 m)